# (6407) 1992 PF2
(6407) 1992 PF2 est un astéroïde de la ceinture principale découvert en 1992.

## Description
(6407) 1992 PF2 a été découvert le 2 août 1992 à l'observatoire Palomar, situé au nord de San Diego en Californie, par H. E. Holt.

### Caractéristiques orbitales
L'orbite de cet astéroïde est caractérisée par un demi-grand axe de 2,27 UA, un périhélie de 1,92 UA, une excentricité de 0,15 et une inclinaison de 5,09° par rapport à l'écliptique. Du fait de ces caractéristiques, à savoir un demi-grand axe compris entre 2 et 3,2 UA et un périhélie supérieur à 1,666 UA, il est classé, selon la JPL Small-Body Database, comme objet de la ceinture principale.

### Caractéristiques physiques
(6407) 1992 PF2 a une magnitude absolue (H) de 13,8 et un albédo estimé à 0,286.